# 克里斯蒂安娜 (牙買加)
克里斯蒂安娜（英語：Christiana）是牙買加曼徹斯特堂區的城鎮，位於該國中部，面積2.2平方公里，海拔高度825米，2011年人口8,567，人口密度每平方公里3,984.7人。
18°10′19″N 77°29′20″W / 18.172°N 77.489°W